# Большой Вострец
Большой Вострец — деревня в Юрьянском районе Кировской области в составе Ивановского сельского поселения.

## География
Находится на расстоянии примерно 1 километр на северо-восток от районного центра поселка Юрья.

## История
Известна с 1710 года как починок Поломский с 1 двором и 12 душами. В 1764 году отмечено 69 жителей. В 1873 году было отмечено дворов 28 и жителей 216, в 1905 29 и 197, в 1926 25 и 154, в 1950 25 и 89 соответственно. В 1989 году оставалось 16 жителей.

## Население
Постоянное население  составляло 9 человека (русские 89%) в 2002 году, 6 в 2010.